# Большие Горки (Наро-Фоминский район)
Большие Горки — деревня в Наро-Фоминском районе Московской области, в составе сельского поселения Ташировское. Численность постоянного населения по Всероссийской переписи 2010 года — 111 человек, в деревне числится 1 садовое товарищество. До 2006 года Большие Горки входили в состав Крюковского сельского округа.
Деревня расположена в западной части района, на безымянном левом притоке реки Шатуха (левый приток реки Плесенка), примерно в 12 км к западу от города Наро-Фоминска, высота центра над уровнем моря 197 м. Ближайшие населённые пункты — Григорово в 0,5 км на северо-восток и Бельково в 2 км на юг.
Так же здесь проходили бои во времена ВОВ.